# Colts de Baltimore
Ne doit pas être confondu avec Colts de Baltimore (1947-1950).
Cet article court présente un sujet plus développé dans : Colts d'Indianapolis.
Les Colts de Baltimore (Baltimore Colts) est le nom que portait la franchise NFL des Colts d'Indianapolis (Indianapolis Colts) entre sa création en 1953 et 1983, date de son départ pour Indianapolis, en Indiana.